# Чечик, Елизавета Натановна
Елизавета Натановна Чечик (10 мая 1916, Харьков — 29 июня 2015, Москва) — советский архитектор и художник. Специалист в области проектирования театров.

## Биография
Елизавета Натановна Чечик родилась 10 мая 1916 года в Харькове, в еврейской семье. Поступила в Московский архитектурный институт в 1934 году. Её любимыми преподавателями были архитекторы Г. Я. Мовчан и брат поэта Бориса Пастернака — Александр Пастернак. Во время Великой Отечественной войны отправилась с институтом в эвакуацию в Ташкент.
После возвращения в Москву и окончания института с 1944 года много лет проработала в «Гипротеатре». По её проектам были построены Драматический театр в Мурманске (совместно с архитектором А. П. Максимовым), театр в Орске на 800 мест (при участии архитектора А. Байера), музыкально-драматический театр в Донецке (совместно с Д. Г. Олтаржевским), музыкально-драматический театр в Петрозаводске (совместно с архитектором А. П. Максимовым), театр в Петропавловске-Камчатском (совместно с Д. П. Катаевым), панорамный театр в Бишкеке, драматический театр в Улан-Удэ (совместно с архитектором П. Г. Зильберманом). Её проект музыкально-драматического театра в Донецке был признан памятником архитектуры, а за театр в Улан-Удэ ей присвоено в 1982 году звание «Заслуженный архитектор РСФСР». В 1985 году была удостоена премии Совета Министров СССР.
Занималась реконструкцией сцены театра в Ярославле. Автор типовых проектов клубов, библиотек и кинотеатров. Участник и лауреат ряда конкурсов. На Всесоюзной выставке работ женщин-архитекторов награждена дипломом 1-й степени. Член Союза архитекторов СССР с 1945 года.
20 мая 2004 года в галерее Московского еврейского общинного центра открылась первая персональная выставка Елизаветы Натановны Чечик, где были представлены её акварельные работы.
Елизавета Натановна скончалась 29 июня 2015 года.